# Ближнее Хорошово
Бли́жнее Хорошо́во — деревня в Конаковском районе Тверской области. Входит в состав Первомайского сельского поселения.

## География
Находится в юго-восточной части Тверской области на расстоянии приблизительно 16 км на север от города Конаково на правом берегу речки Сосца (приток Сози). На противоположном берегу расположена деревня Дальнее Хорошово.

## История
Деревня Хорошово известна была с 1540-х годов. В 1859 году здесь было учтено 76 дворов и 572 жителя, а в 1900 году — 70 дворов и 726 жителей. В начале 1930-х годов здесь был создан колхоз «Красное Хорошово». В дальнейшем деревня разделилась на Ближнее и Дальнее Хорошово.

## Население
Численность населения: 5 человек (русские 100 %)в 2002 году, 1 в 2010.